# Catedral de Ratisbona
La catedral de Ratisbona (en alemán: Dom St. Peter o Regensburger Dom) es un templo de la Iglesia católica, sede de la diócesis de Ratisbona; es la iglesia más importante de la ciudad y uno de sus símbolos. Constituye el ejemplo más importante de la arquitectura gótica en la Alemania Meridional.

## Historia
Alrededor de 739, san Bonifacio eligió la zona de la Porta Praetoria (Puerta Norte de la antigua fortaleza romana) para sede catedralicia, y el emplazamiento ha permanecido desde entonces. La catedral fue reconstruida en época carolingia y ampliada a principios del siglo XI, con un crucero de aproximadamente 15 metros de ancho, dos torres y el atrio. 
Entre 1156 y 1172 el edificio ardió en dos ocasiones, comenzando la reconstrucción, en estilo gótico, en 1273. Los tres coros de la nueva catedral estaban listos para su uso en 1320, mientras que la antigua iglesia fue demolida en ese momento. En 1342 se erigió la torre sur y hacia 1350 se pasó a la torre norte. En el periodo entre 1385 y 1415, se completó la entrada, terminándose las obras hacia 1525, cuando la fachada alcanzaba su tercer nivel. 
La cúpula del crucero y otros sectores se reformaron en estilo barroco en el siglo XVII. Entre 1828 y 1841, la catedral se sometió a un restauración neogótica encargada por el rey Luis I de Baviera, en la que se reubicaron los frescos barrocos y se demolió la cúpula, siendo sustituida por una bóveda de crucería cuatripartita. Las torres y sus chapiteles se terminaron entre 1859 y 1869. Tres años más tarde, la catedral quedó terminada al realizarse el crucero.

## Edificio
La planta presenta un ábside poligonal sin capilla radial ni deambulatorio. Muy destacada es la fachada principal, con sus dos torres simétricas flanqueando el portal, decorado todo ello con profusas labores góticas y neogóticas.
El edificio tiene las siguientes dimensiones:
- longitud (interior): 86,00 m
- anchura (interior): 34,80 m
- altura de la nave principal: 32 m
- altura del campanario: 105 m